# Egipatska nogometna reprezentacija
Egipatska nogometna reprezentacija (ar. منتخب مصر الوطني لكرة القدم)‎ predstavlja Egipat u nogometu i kontrolira je Egipatski nogometni savez (EFA). Jedna su od najuspješnijih afričkih reprezentacija. 
Članica je CAF-a.

## Uspjesi
Afrički kup nacija:
- Prvak (7): 1957., 1959., 1986., 1998., 2006., 2008., 2010. (najuspješnija momčad)
- Drugo mjesto (3): 1962., 2017., 2021.
- Treće mjesto (3): 1963., 1970., 1974.

- Sveafričke igre

- Zlatna medalja (1): 1987.
- Brončana medalja (1): 1973.

Afro-afrički kup nacija:
- Drugo mjesto (2): 1988., 2007.

Arapska natjecanja:
- Panarapske igre

- Zlatna medalja: (4) 1953., 1965., 1992., 2007. (najuspješnija momčad)
- Srebrna medalja: (1) 1961.

- Arapski kup nacija

- Nile Basin Tournament: 1992.

- Palestinski kup

- Prvo mjesto (2): 1972., 1975. (najuspješnija momčad)

Mediteranske igre:
- Zlatna medalja: (1)
- Srebrna medalja: (1)
- Brončana medalja: (1)

Frankofonske igre:
- Srebrna medalja (1): 1994.
- Brončana medalja (1): 2001.

Turnir nilskog porječja:
- Prvo mjesto (1): 2011.

ACUD Cup:
- Drugo mjesto (1): 2024.

## Vanjske poveznice
- Egipatski nogometni savez
- Egipatski nogometaši
- Egipatski nogomet i sport